# Мери Бесон
Мери Бесон (на английски: Mary Basson) е американска писателка на произведения в жанра социална драма, исторически роман и биография.

## Биография и творчество
Мери „Пийти“ Бесон е родена през 1943 г. в Дейтън, Кентъки, САЩ. В продължение на 39 години тя преподава английски в гимназията и работи като администратор в университета на Милуоки. Служи и като изследовател и лектор в Музея на изкуствата в Милуоки. Той съхранява най-голямата колекция от картини на Габриеле Мюнтер в Северна Америка, като четиринадесетте ѝ картини формират основата на немската експресионистична колекция на музея.
В процеса на работа в музея събира материали за художничката и научава, че сградата на Музея на изкуството Ленбаххаус в Мюнхен, на който Мюнтер дарява богата си колекция от запазени произведения на групата художници експресионисти „Синият ездач“, ще бъде затворен през 2009 г. за три години. Прави посещение на музея и къщата музей на Мюнтер в Мурнау в подножието на Баварските Алпи.
През 2014 г. е издаден романът ѝ „Художничката“. Биографичната история представя живота на Габриеле Мюнтер, която е ученичка на Василий Кандински, влюбва се в него и двамата имат романтична връзка – основана на привличане, възхищение, непостоянство и артистична философия. С други художници те основават влиятелната група „Синият ездач“. Когато нацистката партия идва на власт в Германия, експресионистичните произведения на изкуството се смятат за „заплахи за немската култура“ и тя полага много усилия да спаси картините на Кандински от унищожение. В романа писателката дава оценка на Мюнтер, която, въпреки че създава творби с майсторство на цвета и формата, не получава същото признание както нейния уважаван спътник.
Мери Бесон живее със семейството си в Милуоки и в Бруклин, Ню Йорк.

## Произведения
- Saving Kandinsky (2014)[1]
Художничката, изд.: „Емас“, София (2019), прев. Емилия Ничева-Карастойчева
- Fabulous Phoebe and the Rainbow Restorer (2015)